# Milton L. Olive III
Milton Lee Olive III (7 novembre 1946-22 octobre 1965) est un soldat de l'armée américaine qui reçut la plus haute décoration militaire américaine — la Medal of Honor (« médaille d'honneur » ou « médaille de l'honneur ») — pour ses actions pendant la guerre du Vietnam. À l'âge de 18 ans, il sacrifia sa vie pour sauver les autres en étouffant une grenade qui allait exploser. Il est le premier récipiendaire afro-américain de la médaille d'honneur  de la guerre du Vietnam.

## Biographie
Olive rejoint l'armée depuis sa ville natale de Chicago, Illinois en 1964. En 1965, il était soldat de première classe dans la compagnie B du 2e bataillon (aéroporté), 503rd Infantry Regiment, 173rd Airborne Brigade au Vietnam. Le 22 octobre 1965, alors qu'il se déplaçait dans la jungle avec quatre autres soldats à Phu Cuong, Olive sacrifia sa vie en étouffant une grenade lancée par l'ennemi. Pour ces actions là, il a reçu la médaille d'honneur à titre posthume.
Lors d'une cérémonie sur les marches de la Maison Blanche, le 21 avril 1966, le président Lyndon B. Johnson a remis la décoration d'Olive à son père et sa belle-mère. Étaient également présents deux des quatre hommes dont les vies furent sauvées par les actions d'Olive.
Le corps d'Olive fut retourné aux États-Unis et enterré au cimetière West Grove à Lexington, dans le comté de Holmes, Mississippi. Olive est né à Chicago mais partit vivre, alors enfant, à Lexington où il a terminé ses études secondaires.

## Hommages
En 1966, une plaque et un parc sont dédiés en son honneur. En 1979, la ville de Chicago le reconnaît en nommant Olive Park en son honneur sur le lac Michigan. Olive-Harvey College, l'un des City Colleges de Chicago, porte le nom d'Olive et de Carmel Bernon Harvey Jr., récipiendaire de la médaille d'honneur. Une école de Wyandanch, Long Island, New York (Milton L. Olive Middle School) est également nommée en son honneur. En 2007, une plaque est érigée pour Olive à Lexington. Les cérémonies de dédicace comprenaient une allocution de l'adjudant général de la garde nationale du Mississippi.

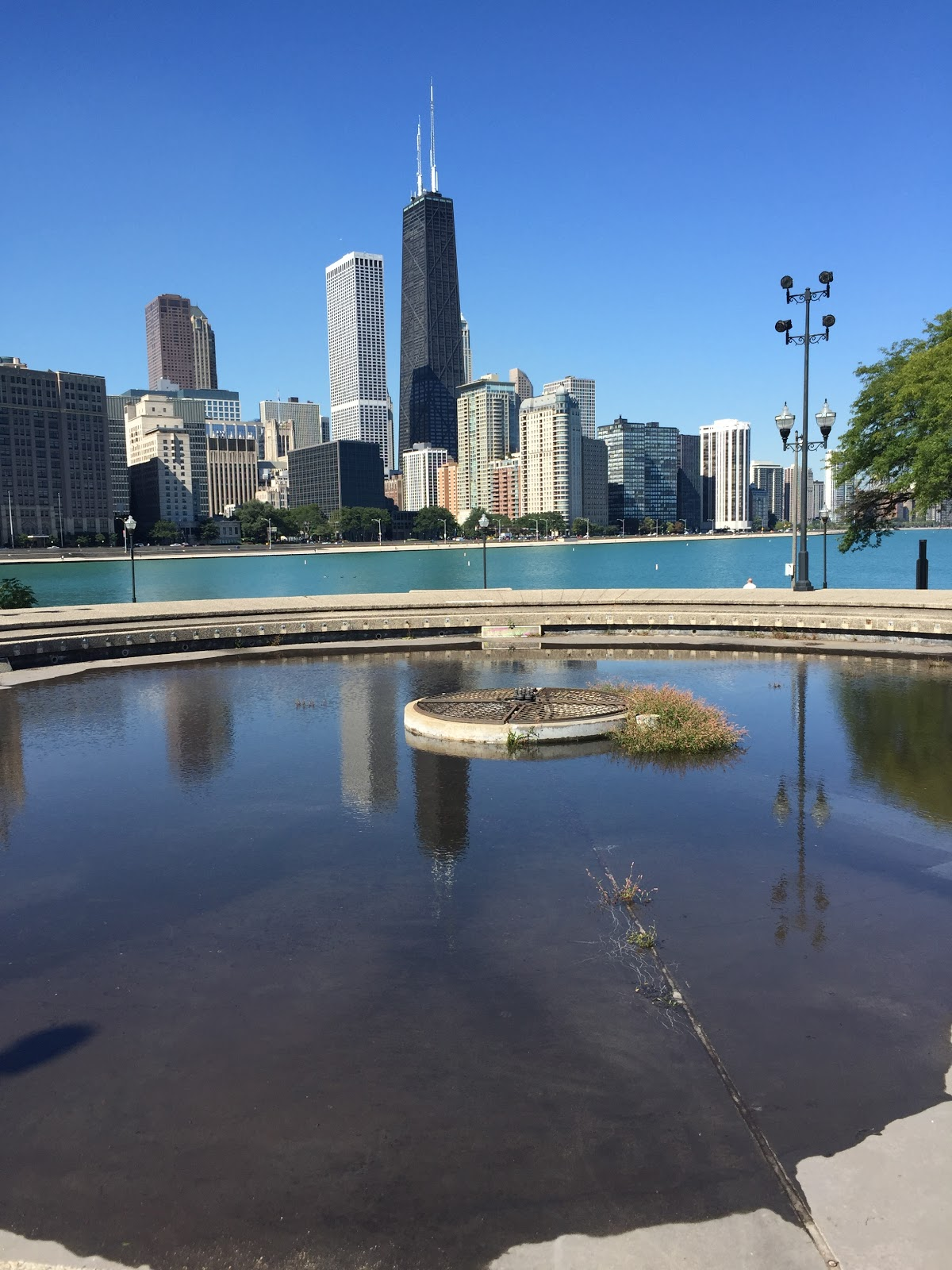
Milton Lee Olive Park à Chicago.

Fort Campbell dans le Kentucky possède un centre de loisirs nommé en son honneur. En 2012, Fort Benning, une base de l'US Army en Géorgie, dédia une salle de simulation en son honneur nommée Olive Hall (The Manoeuvre Battle Lab).
Une plaque détaillant l'héroïsme d'Olive est également visible à Honor Field, une piste d'un mile située à Fort Polk, une importante caserne de l'US Army en Louisiane.
Sa statue, avec William Harvey Carney, fait partie du mémorial dédié aux récipiendaires afro-américains de la Medal of honour de la guerre du Vietnam à Wilmington dans le Delaware.
The Downlow Saga, un roman de 2017 de Sheldon McCormick, un auteur de Los Angeles, est dédié à la mémoire d'Olive.

## Décoration
- Medal of Honor.